# Mangoro Head
Das Mangoro Head ist eine wuchtige und felsige Landspitze der Insel Heard im südlichen Indischen Ozean. Sie trennt die West Bay im Norden von der Cave Bay im Süden.
Benannt ist die Landspitze nach dem Walfangschiff Mangoro unter Kapitän Evensen, dessen Besatzung 1910 den Union Jack auf Heard hisste.